# Linggamanik
Linggamanik is een bestuurslaag in het regentschap Garut van de provincie West-Java, Indonesië. Linggamanik telt 7621 inwoners (volkstelling 2010).